# Сищик (фільм, 1979)
«Сищик» (рос. «Сыщик») — радянський двосерійний художній фільм в жанрі пригодницького детектива, знятий в 1979 році режисером Володимиром Фокіним. Прем'єра фільму відбулася в червні 1980 року.

## Сюжет
Після закінчення школи і служби в армії головний герой фільму Женя Кулик (Андрій Ташков) намагається вступити на юридичний факультет вищого навчального закладу. Але провалюється на іспитах і в прямому сенсі слова «вилітає» з навчального закладу — прямо з вікна другого поверху. Після зіткнення з хуліганами, які його б'ють, Кулик відкладає вступ на наступний рік, а поки йде працювати в міліцію. Перші кроки Жені Кулика на службі викликають у начальства сміх і навіть деяке роздратування. Але ось і серйозна справа: йому доручають участь в операції по затриманню небезпечної банди. І Женя Кулик опиняється один на один з ватажком банди на прізвисько «Палений»…

## У ролях
- Андрій Ташков —  Євген Кулик, сержант міліції, «сищик»
- Борис Хімічев —  Микола (кличка «Палений»), ватажок банди
- Ігор Кваша —  В'ячеслав Костянтинович Клімов, полковник міліції з обласного УКР
- Микола Скоробогатов —  Арсеній Петрович Сорокін, майор міліції, начальник РВВС
- Ірина Аугшкап —  Ніна, дівчина Євгена Кулика
- Юрій Гусєв —  Гуладзе, старший лейтенант міліції з обласного УКР
- Лариса Лужина —  Таїсія, жінка «Паленого»
- Валерій Бєляков —  Труха, бандит, наближений до «Паленого»
- Олександр Пашутін —  Шпунько, кур'єр бандитів
- Леонід Ярмольник — «Гнус», бандит на мотоциклі/«Крот» бандит уві сні Кулика
- Олексій Зотов — «Кощій», бандит, водій в банді
- Микола Тирін —  «Ситний», наймолодший з бандитів
- Олег Чайка —  Пончик, бандит
- Володимир Прохоров —  Фомічов, літній бандит
- Вадим Захарченко —  пасажир «Запорожця» з фразою «Не ричі!»
- Володимир Жариков —  епізод
- Джемал Ніорадзе —  Гуладзе уві сні Кулика
- Володимир Фокін —  Смолянінов, інспектор ДАІ
- Олександр Фриденталь —  епізод
- Віктор Волков —  епізод
- Станіслав Коренєв —  батько Ніни
- Інга Будкевич —  мати Ніни
- Микола Погодін —  бандит
- Володимир Нікітін —  Голованьов
- Юрій Сорокін —  капітан міліції
- Олександр Лебедєв —  Василь Никанорович — старшина в тирі
- Артур Ніщонкин —  Варенчук, капітан міліції, дільничний
- Зінаїда Сорочинська —  Марія Сергіївна
- Павло Биков —  єгер
- Леонід Трутнєв —  лідер хуліганів, що б'ють Євгена Кулика
- Олег Федулов —  бандит

## Знімальна група
- Автор сценарію:  Володимир Кузнецов
- Режисер-постановник:  Володимир Фокін
- Оператор-постановник:  В'ячеслав Єгоров
- Композитор:  Едуард Артем'єв
- Художник-постановник: Ігор Бахметьєв
- Звукорежисер: Олександр Ізбуцький